# The Gift (Velvet Underground)
The Gift ("Il dono") è la seconda traccia dell'album White Light/White Heat, secondo disco in studio del gruppo rock statunitense The Velvet Underground pubblicato nel 1968 dalla Verve Records. Il brano ha una durata di circa otto minuti e possiede una struttura fortemente anticonvenzionale che unisce insieme un breve racconto parlato recitato nel canale stereo sinistro, con un sottofondo strumentale rock d'accompagnamento presente nel canale audio destro. Le due piste sonore sono nettamente separate nei due canali stereo. Il racconto è sul canale sinistro, mentre la musica si trova tutta su quello destro. In questo modo, è possibile ascoltare la traccia complessivamente, oppure limitarsi al racconto letto da Cale o allo strumentale suonato dal gruppo.

## Il brano

### Testo
Il macabro racconto, impregnato di humor nero, è declamato su disco da John Cale con forte accento gallese, ed è opera di Lou Reed che lo aveva scritto al college come compito di letteratura.
La storia riguarda Waldo Jeffers, un giovane innamorato, che ha uno stressante rapporto sentimentale a distanza con la sua ragazza del college, Marsha Bronson. Alla fine della scuola, Waldo torna nella sua città natale, Locust, in Pennsylvania. In breve tempo diventa sempre più paranoico circa la loro relazione, preoccupato dal fatto che Marsha possa tradirlo con qualcun altro. Più di tutto egli teme che la ragazza possa indulgere nella promiscuità sessuale. A corto di soldi per farle visita nel Wisconsin, Waldo ha l'idea di spedire se stesso come un pacco postale umano rinchiudendosi dentro un grosso scatolone, pensando così di fare una gradita sorpresa a Marsha.
Nel frattempo, Marsha sta avendo una discussione con la sua amica Sheila Klein circa Bill, un uomo con il quale Marsha è andata a letto la sera precedente. Quando il pacco con dentro Waldo arriva a destinazione, le due ragazze cercano di aprire lo scatolone mentre Waldo aspetta trepidante all'interno dello stesso. Frustrata dal fatto di non riuscire ad aprire il pacco, Marsha impugna un paio di grosse forbici e le porge a Sheila, la quale le infilza con forza attraverso il cartone direttamente nella testa di Waldo uccidendolo all'istante.
Waldo Jeffers head,

which split slightly and caused little rhythmic arcs of red

to pulsate gently in the morning sun»
della testa di Waldo Jeffers

che si aprì leggermente, causando piccoli archi ritmici di rosso

che pulsarono dolcemente nel sole del mattino»
(The Gift, Lou Reed)

### Musica
La traccia strumentale nacque originariamente da una jam session dal vivo che la band aveva fatto in assenza di Lou Reed che era malato. Il batterista originale dei Velvet Underground Angus Maclise ritornò momentaneamente nel gruppo per suonare la batteria mentre Maureen Tucker suonò il basso. Fino al 2013 si pensava che il titolo della strumentale fosse Booker T., un omaggio a Booker T. Jones dei Booker T. & the M.G.'s. Nel libretto allegato alla ristampa Deluxe e SuperDeluxe del 45º anniversario di White Light/White Heat è stato specificato che la versione strumentale non ha alcun titolo particolare; Booker T è invece il titolo di un'altra jam strumentale (di genere blues) eseguita dalla band nell'aprile 1967 al Gymnasium di New York.